# Монтегалло
Монтегалло, Монтеґалло (італ. Montegallo) — муніципалітет в Італії, у регіоні Марке,  провінція Асколі-Пічено.
Монтегалло розташоване на відстані близько 130 км на північний схід від Рима, 90 км на південь від Анкони, 20 км на захід від Асколі-Пічено.
Населення — 534 особи (2014).
Щорічний фестиваль відбувається 20 травня. 

## Демографія
Населення за роками:

Станом на 1 січня 2023 року в муніципалітеті офіційно проживало 27 іноземців з 11 країн, серед них 13 громадян країн Євросоюзу та 2 громадяни України.

## Сусідні муніципалітети
- Аккуасанта-Терме
- Аркуата-дель-Тронто
- Комунанца
- Монтемонако
- Роккафлувьоне